# Middleton (Suffolk)
Middleton is een civil parish in het Engelse graafschap Suffolk.